# اچ‌ام‌اس سولبای (دی۷۰)
اچ‌ام‌اس سولبای (دی۷۰) (به انگلیسی: HMS Solebay (D70)) یک کشتی بود که طول آن ۳۷۹ فوت (۱۱۶ متر) بود. این کشتی در سال ۱۹۴۴ ساخته شد.